# Tageszeit
Als Tageszeit werden Zeitspannen innerhalb eines Tages bezeichnet. Tageszeiten sind kulturell unterschiedlich definiert, können aneinander angrenzen oder einander überlappen, mögen eine schwankende oder eine feste Dauer umfassen, und werden ungefähr oder genau bestimmt gebraucht. Je nach dem zu Grunde gelegten Tagesbegriff wird etwa die Spanne von Sonnenaufgang bis Sonnenuntergang als ein ganzer Tag aufgefasst oder aber darin ein Teil als tags gegenüber nachts abgesetzt. Für die jeweils aufgefassten Spannen sind verschiedene Aufteilungen, Abteilungen und Einteilungen entwickelt worden – bis hin zu aufeinander folgenden Abschnitten als Stunden, die als temporale jahreszeitlich unterschiedlich lange dauern, als äquinoktiale annähernd gleicher Länge sind oder als Stunde h das gleiche Zeitmaß zugrunde legen.
Tagsüber lassen sich Zeiten festlegen, die auf das Tageslicht oder den Sonnenstand Bezug nehmen. Solche Tageszeiten gelten dann an diesem Tag für einen bestimmten Ort.
Bezieht sich die Angabe auf eine knappe Spanne um den relativ höchsten Stand der Sonne (high noon), so kann diese Ortszeit übertragen werden und als gleichzeitig gelten für andere Orte der gleichen geografischen Länge. Abhängig von deren geografischer Breite steht die Sonne dort aber nun zu Mittag verschieden hoch; ihr Einstrahlwinkel ist somit anders und ihr Tagesbogen von Auf- zu Untergang spannt sich unterschiedlich weit. Ohne diese Umstände zu berücksichtigen sind also Tageszeiten, die Zeitspannen helligkeitsbezogen festlegen, nicht auf andere Orte übertragbar. Ähnliche Einschränkungen können jahreszeitlich abhängig auch für denselben Standort nötig werden, wenn tageszeitliche Bestimmungen nicht nur für diesen einen Tag gelten sollen.
Tagesabschnitte teilen den Tag in Zeitspannen und werden dafür gebraucht, eine ungefähre zeitliche Regel einhalten zu können oder Termine zu vereinbaren – sei es um beim ersten Sonnenstrahl mit dem Boot aufs Meer zu fahren oder an bestimmten Ritualen teilnehmen zu können, wenn z. B. die Abendglocken läuten oder zum Gebet gerufen wird. So gehört ein nach Tageszeiten gestalteter Ablauf – und dessen Veränderung im Verlauf der Jahreszeiten – zu den unmittelbaren sozialen Erfahrungen. Diese zu teilen und zu vergleichen ist historisch betrachtet das Motiv für Zeitmessung und Zeitrechnung.

## Tageszeiten im deutschsprachigen Kulturraum
Im deutschsprachigen Kulturraum wird der Tag üblicherweise in die Tageszeiten Nacht (mit Mitternacht), Morgen, Vormittag, Mittag, Nachmittag und Abend eingeteilt. Diese Abschnitte können sich auch überlappen.
Die einzelnen Tageszeiten des Tages werden oft durch Zwischenmahlzeiten gegliedert, die je nach Region unterschiedlich ausgeprägt sind und zu verschiedenen Zeitpunkten stattfinden können. Manche in der deutschen Sprache existierende Einteilungen gibt es z. B. im Französischen oder Englischen nicht. So gehört dort der Vormittag noch zum Morgen, weil kein „zweites Frühstück“ üblich ist.

## Tageszeiten im Rechtswesen
Der Gesetzgeber sieht zahlreiche Regelungen vor, die auf die Tageszeit Bezug nehmen. Das umfasst Aspekte des Arbeitsrechts wie Überstunden, Nacht- und Schichtarbeit oder Gleitzeit, Vorschriften über Lärmschutz (Mittagsruhe, Nachtruhe) und andere Immissionen, Ladenöffnungszeiten, Ausnahmen innerhalb der Straßenverkehrsordnung (Nachtfahrverbot), Regelungen der Tarifgestaltung, etwa die Telekommunikationsgesetze oder den nichtlinienmäßigen Personenverkehr (Taxi-Gewerbe), Wachdienst der Exekutive und im Militär bis hin zu Sonderformen des Zivilschutzes wie einer nächtlichen Ausgangssperre in Krisensituationen und insbesondere den Jugendschutz.

## Historische Tageszeiten und Tageseinteilungen verschiedener Kulturräume
Die Einteilung des Tages, beispielsweise in Tageszeiten, gibt es seit dem Beginn der Zeitrechnung.

### Zwölf Stunden: „Babylonische“ und „römische“ Tageseinteilung
Die Tageseinteilung in der Antike kannte schon zwölf Stunden, doch wurden diese vom Sonnenaufgang an gerechnet, waren entweder gleich lang (babylonische Stunden) oder je nach Jahreszeit von variabler Länge (römische Stunden).
- Die römischen Tageszeiten hießen hora I.–XII. (Stunden), mit der Morgenstunde als hora prima, die Nacht war in 4 Abschnitte namens vigilia I.–IV. (‚Nachtwache‘) unterteilt, je zwei vor und nach Mitternacht (media nox).[1] Die Römer zählten die Morgenstunden ursprünglich rückwärts. 3 a. m. oder 3 Stunden ante meridiem bedeutete ‚drei Stunden vor Mittag‘, im Gegensatz zur modernen Bedeutung ‚drei Stunden nach Mitternacht‘.
- Die Horen, wörtlich „die Stunden“, waren die ursprünglich griechischen Göttinnen, die das geregelte Leben überwachten. Sie waren die Schutzgöttinnen der verschiedenen Tageszeiten. In griechischer Tradition wurden die zwölf Stunden von kurz vor Sonnenaufgang bis kurz nach Sonnenuntergang gezählt.
- Diese antike Einteilung hat sich als Tageseinteilung in der Bezeichnung der liturgischen Tagzeiten Prim, Terz, Sext, Non erhalten. Sie wurden nach der ersten, dritten, sechsten und neunten Stunde des Tages benannt. Die Matutin, das nächtliche Gebet, soll nach der Regula Benedicti zur „achten Stunde der Nacht“ gebetet werden, was etwa 2 Uhr entspricht. Laudes (Morgengebet), Vesper (Abendgebet) und Komplet (Nachtgebet) sind nicht an genau bestimmte Stunden gebunden, sondern der Zeitpunkt des Gebets soll der jeweiligen Tagzeit möglichst einigermaßen entsprechen.
- Im Spanischen gibt es die Siesta, deren Name sich aus der lateinischen hora sexta für die sechste Stunde ableitet, die Mittagsstunde.

### Tageszeiten des Mittelalters und der frühen Neuzeit
Die moderne Tageseinteilung in zweimal zwölf gleich lange Stunden (italienische Stunden, zunächst beginnend zu Sonnenuntergang) kam erst im 14. Jahrhundert mit der mechanischen Räderuhr auf, zunächst als Kirchturmuhr. Ab 1660 verbreiteten sich Standuhren, ab 1790 fanden sich einfache Uhren in jedem Haushalt.
Da für die in der Landwirtschaft tätige Bevölkerung bis ins ausgehende 20. Jahrhundert neben dem Wetter das Tageslicht entscheidenden Einfluss auf die Tätigkeiten hatte, fand in gewerblichen Berufen ab dem 16. Jahrhundert auch künstliche Beleuchtung Verbreitung. Tagesarbeitszeiten von 14 bis 16 Stunden waren damals die Norm, zahlreiche Gewerbe hatten eine dem Arbeitsablauf angepasste Tageszeiteinteilung und selbstbestimmte Tageszeiten.
- Erhalten hat sich etwa der Tagesablauf des Bäckerwesens.
- Überliefert sind nächtliche Arbeitszeiten sowohl im Gewerbe der Müller als auch der Schmiede. Das Grimmsche Wörterbuch bezieht um 1850 den Begriff „Tageszeit“ sowohl auf den lichten Tag als Ganzes als auch auf bestimmte seiner Abschnitte.[3]

Erst mit der beginnenden Industrialisierung banden sich die Tageszeiten endgültig an die Uhr. In einigen frühindustriellen Gewerben war ein Arbeitsbeginn um 4 Uhr in der Frühe üblich (Frühschicht), es folgte eine mehrstündige Mittagspause, die der Siesta des Mittelmeerraums vergleichbar ist, und eine weitere lange Spätschicht. Erst infolge der Arbeiterkämpfe der Zeit um 1850 bis in das 20. Jahrhundert begannen sich geregelte Arbeitszeiten durchzusetzen, die die heute übliche Einteilung der Tageszeiten nach sich zogen.

### Naher Osten
In den Kulturen semitischer Sprache beginnt der Tag traditionellerweise mit Einbruch der Dunkelheit. Dies ist bis heute für den Beginn des Sabbats und islamischer Feiertage wichtig. 
- Islamischer Kalender
- Jüdischer Kalender

Aus dem Persischen ist eine Tagesteilung überliefert, die dem babylonischen Tagesanfang folgt: Die Rōsgār („Tageszeiten“) sind Hāwan („Morgen“), Uapihwin („Nachmittag“), Usērin („Abend“), Ēbsrūsrim (Sonnenuntergang bis Mitternacht) und Uschahin (Mitternacht bis Morgendämmerung) – die letzten beiden werden zusammen als Schab („Nacht“) bezeichnet; siehe Mittelpersische Tagesnamen.

### Tageszeiten im Polarkreis
Im Polarkreis ist eine am Sonnenstand abgelesene Einteilung der Tage in Tageszeiten während der Polarnacht oder des Polartags undenkbar. Man spricht vom subjektiven Tag, welcher sich am Aufstehen und Schlafengehen orientiert. Tatsächlich folgen aber Bewohner sowohl des europäischen wie auch des russischen und nordamerikanischen Polarkreises heute einfach den landesüblichen Einteilungen der Tageszeit und orientieren sich an der Uhrzeit. Trotzdem sind in diesen Regionen und dort, wo es weiße Nächte gibt, in der Zeit um die Sommersonnenwende spezielle Mittsommerfeste verbreitet und man pflegt in diesen Wochen zu nahezu allen Tageszeiten gesellschaftliches Leben.

## Rezeption in der Kunst
- In der bildenden Kunst sind die Vier Tageszeiten eine Statuengruppe von Johannes Schilling. Je drei Figuren allegorieren den Morgen, den Mittag, den Abend und die Nacht.
- In der klassischen Musik sind Die Tageszeiten ein Kantatenzyklus von Georg Philipp Telemann (TWV 20:39) bestehend aus den vier Teilen Der Morgen, Der Mittag, Der Abend, Die Nacht.